# نیوپورت (شهرستان واکالا، فلوریدا)
نیوپورت (به انگلیسی: Newport) یک منطقهٔ مسکونی در ایالات متحده آمریکا است که در شهرستان واکالا، فلوریدا واقع شده‌است.